# Spolie

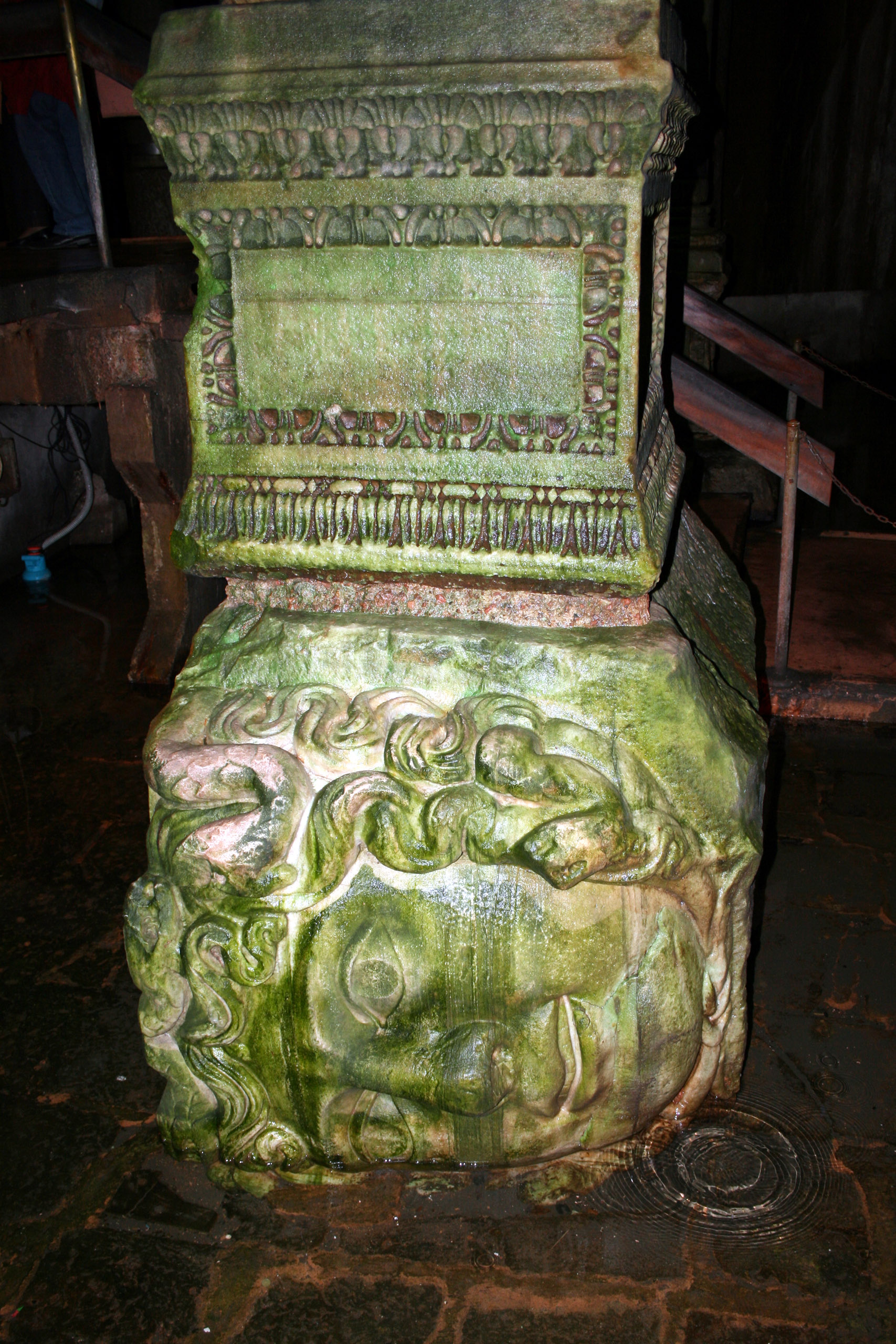
Ein umgedrehtes Medusenhaupt als Säulenbasis, Yerebatan-Zisterne, Istanbul

Eine Spolie (von lateinisch spolium: „Beute, Raub, dem Feind Abgenommenes“) ist ein Bauteil oder anderer Überrest (Teil eines Reliefs oder einer Skulptur, ein Fries oder Architravstein, Säulen- oder Kapitellrest), der aus einer älteren Kultur stammt und in einem neuen Bauwerk wiederverwendet wurde.
Der Einbau von Spolien kann – neben dem praktischen Nutzen – auch als Übertragung einer Tradition gemeint sein, wenn sie aus dem Vorgängerbau übernommen werden und als „Reliquien“ an hervorgehobener Stelle am Neubau wieder auftauchen. Dies gilt insbesondere, wenn Spolien stilistisch außerhalb des neueren architektonischen Gestaltungskonzeptes liegen. Die Heiligkeit eines Ortes kann auf diese Weise tradiert werden. Ein bruchstückhafter, versteckter oder verkehrter Einbau einer Spolie kann allerdings auch als demonstrative Kennzeichnung der Überwindung einer Vorgängerkultur aufgefasst werden.

## Begriff

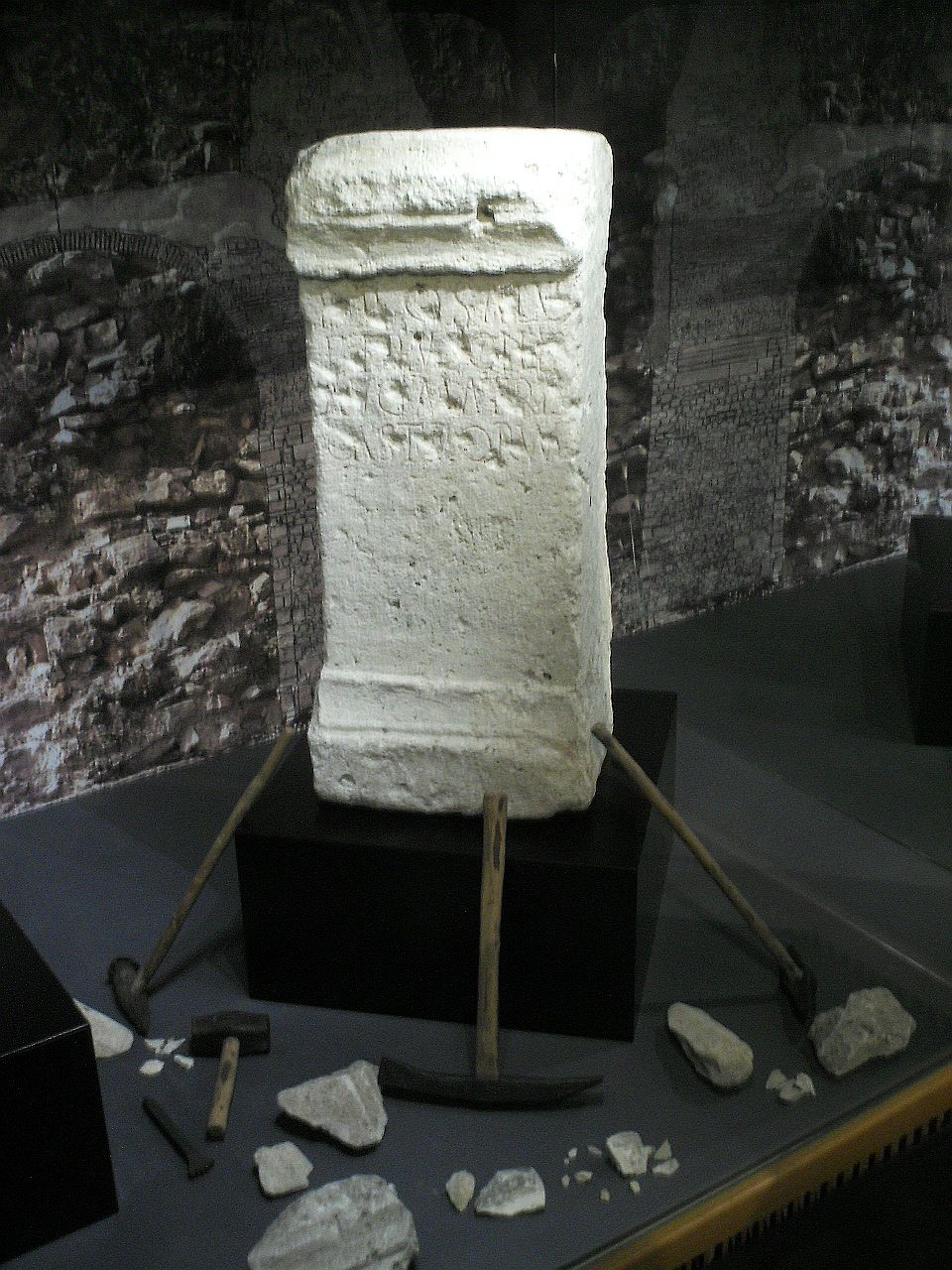
Römischer Opferstein, noch in der Antike als Mauerquader im „Heidentor“ in Carnuntum verbaut

Auf die Architektur übertragen wurde der Begriff erstmals in der Renaissance. So berichtet der Florentiner Kanonikus Francesco Albertini in seiner Rombeschreibung aus dem Jahr 1510, die Porphyrsäulen in der Kapelle Papst Sixtus’ IV. in der Peterskirche seien „Spolia“ aus den Diokletiansthermen, und wenig später ist im sogenannten Raffaelsbrief an Papst Leo X. von den Spolien am Konstantinsbogen die Rede, dem Bauwerk, das dann für die moderne Forschungsdiskussion über Spolien von besonderer Bedeutung sein sollte. Bereits Giorgio Vasari verwendete den Begriff in seiner fundamentalen Künstlergeschichte Le vite dei più eccellenti architetti, pittori et scultori italiani ganz selbstverständlich und über diese Schrift dürfte der Begriff dann auch im 20. Jahrhundert Einzug in die kunstgeschichtliche Forschung genommen haben.

## Geschichte

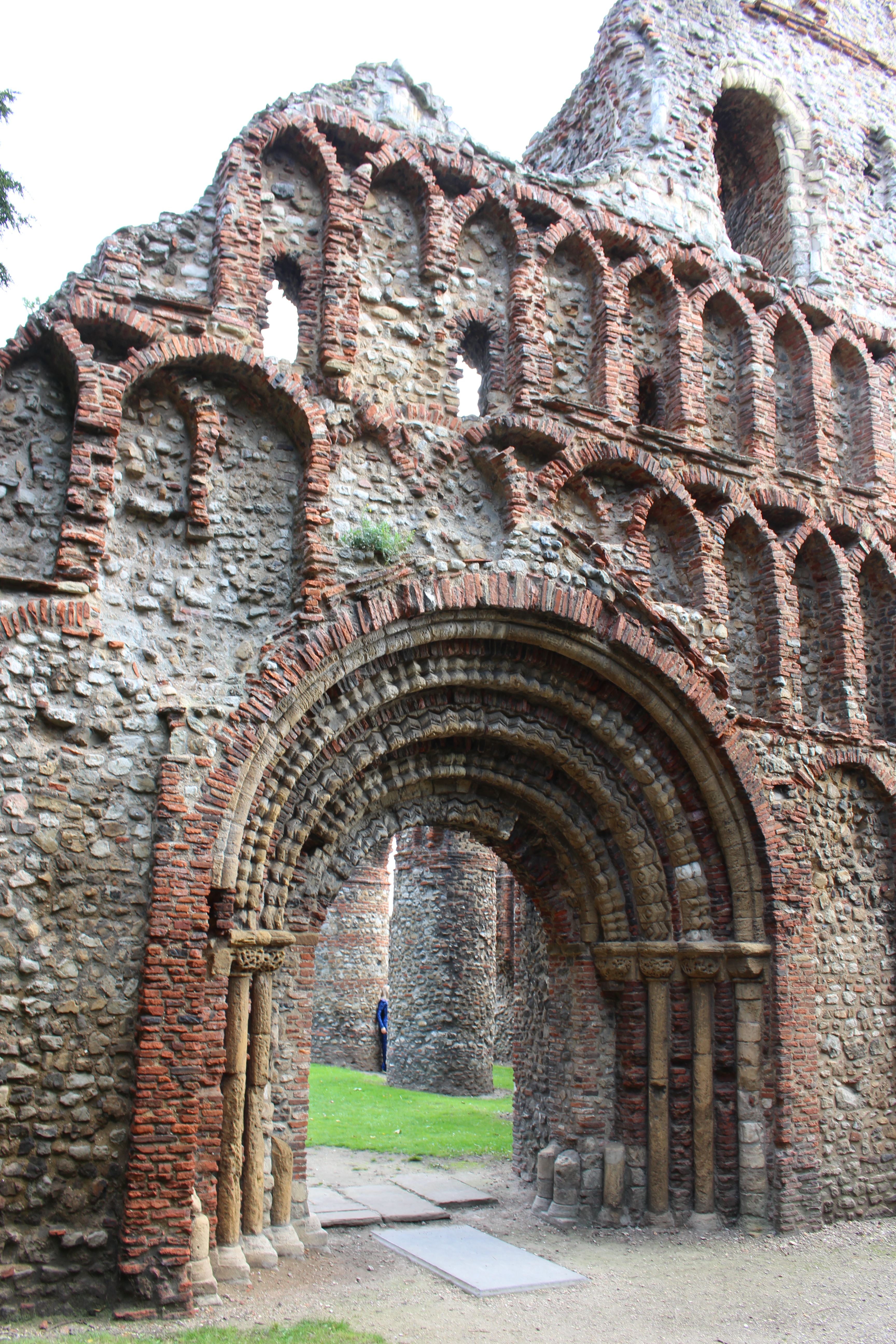
Alle Mauerziegel an der St. Botolph’s Priory in Colchester sind römische Spolien

### Antike
Die Wiederverwendung von Baumaterialien gehörte in der Vormoderne, als Baumaterial teuer und meistens knapp war, zu den selbstverständlichen Praktiken des Baubetriebs, insbesondere wenn es sich um Materialien handelte, die sonst von weit her herangeholt werden müssten. So sind auch viele Spolien in der Architektur ohne künstlerische oder programmatische Absicht entstanden. In der Antike verwendete man etwa Gebäuderuinen als Steinbruch für Neubauten wie z. B. beim Mausoleum von Halikarnassos oder der Stadt Tralleis, aus deren Steinen die Neugründung Aydın errichtet wurde. Die justinianische Zisterne (Yerebatan-Zisterne) in Istanbul wird von Hunderten aus anderen Gebäuden stammenden meist korinthischen Säulen gestützt. Zwei von diesen sitzen auf monumentalen Medusenhäuptern als Basen auf.
In der Spätantike symbolisierten Spolien aus antiken Tempeln in christlichen Kirchen auch den Sieg der neuen Religion.

### Mittelalter
Spätestens seit der Romanik wurden Spolien auch geplant eingesetzt: So zeigen Kirchen manchmal komplette vorromanische oder westgotische, langobardische und iroschottische Portale (z. B. einige Kirchen und Kapellen in Aachen, Regensburg, Tuscania, Perpignan oder Romainmôtier); die Kathedrale von Syrakus birgt die Säulen eines vormals am gleichen Ort befindlichen griechischen Tempels. Skulpturen aus Byzanz, wie die in Porphyr gehauenen Statuen der Tetrarchen, zieren die Ecke des Markusdoms in Venedig.
Spolien hatten auch eine symbolische Funktion. Die Säulen der Pfalzkapelle in Aachen stammen aus Ravenna, womit Karl der Große seinen Anspruch dokumentierte, als Herrscher das politische Erbe der römischen Kaiser fortzuführen. Auch Otto der Große folgte dieser Tradition und ließ Säulen aus Ravenna in den Magdeburger Dom einbauen.
Die Grabsteine des jüdischen Friedhofs Regensburg wurden nach dessen Zerstörung vielfach umgenutzt.

### Renaissance bis 19. Jahrhundert

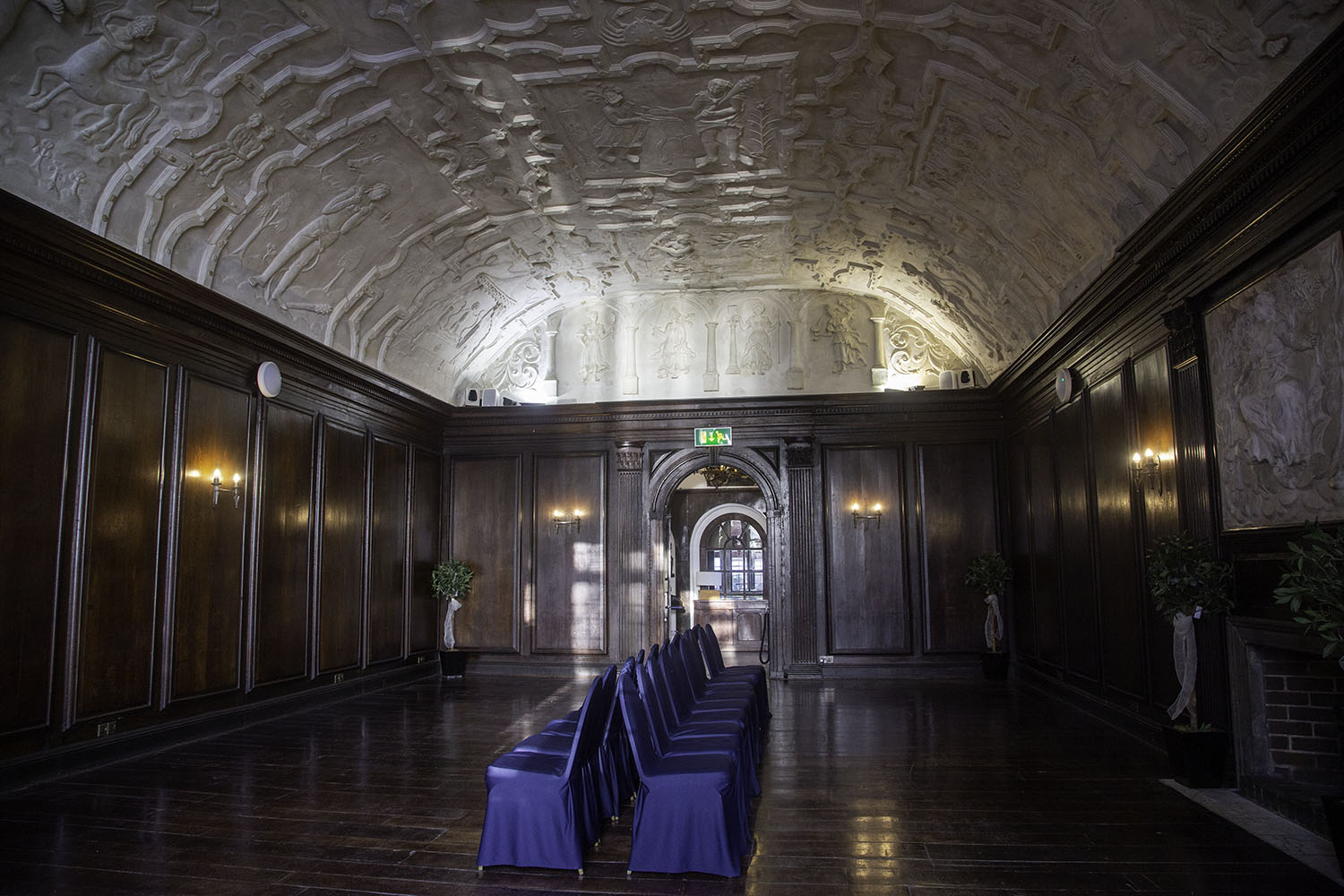
Gipsdecke der Emral Hall, Flintshire, 17. Jh., 1938 in die Hercules Hall in Portmeirion versetzt

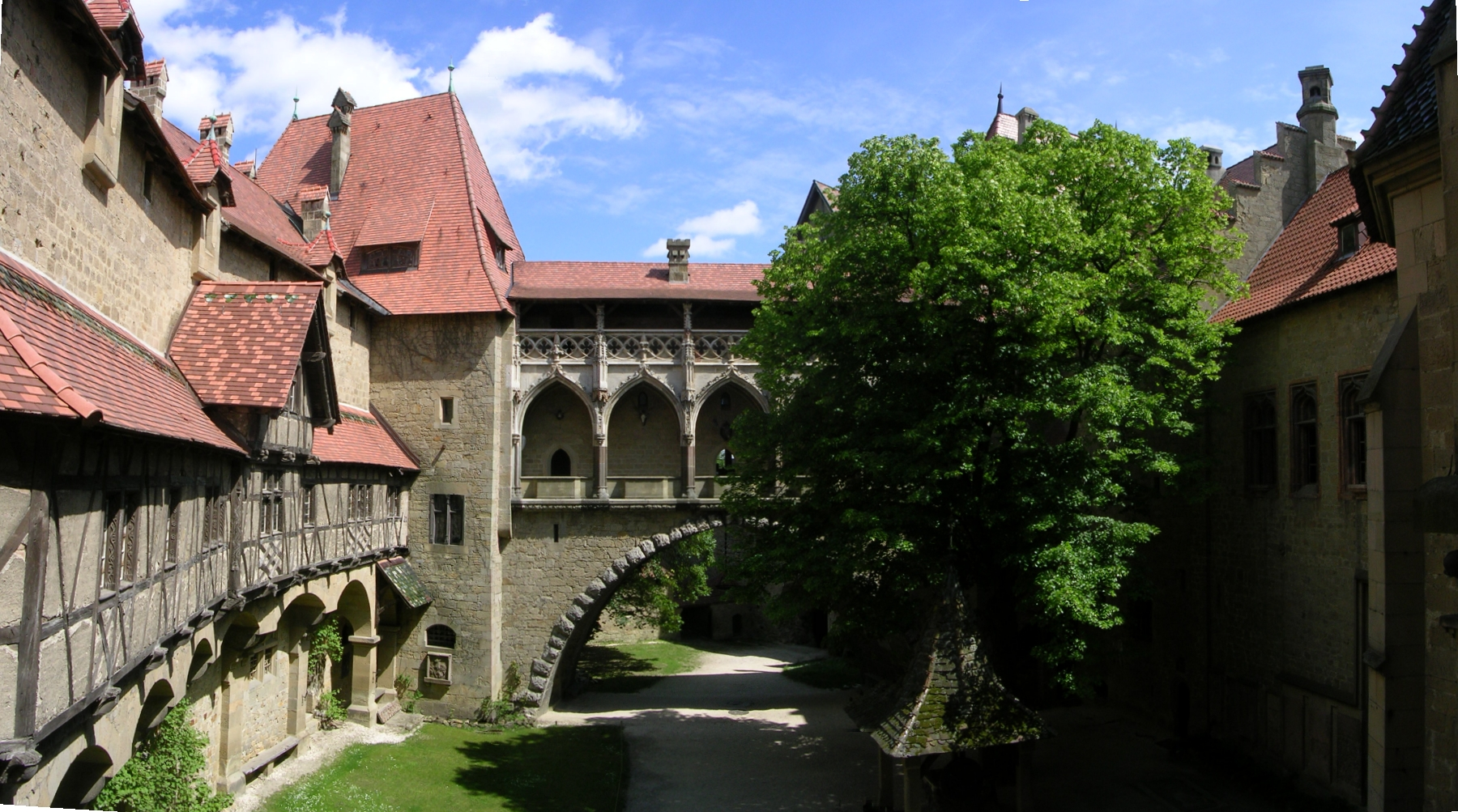
Burg Kreuzenstein, Innenhof – links sichtbar der Nürnberger Gang, ursprünglich die Fassade eines abgerissenen Fachwerk-Bürgerhauses in Nürnberg, rechts daneben der Kaschauer Gang, ursprünglich die Westempore des Doms von Košice

Seit der Renaissance wurden Spolien vor allem als romantisches Zitat verwendet. Sie wurden gesammelt und gehandelt, um sie in scheinbarer Zufälligkeit, jedoch gut sichtbar, in Villen und Palästen zu verbauen. In dieser Tradition stehen auch die im 18. und 19. Jahrhundert errichteten künstlichen Ruinen, die allerdings meist keine Spolien mehr enthalten ― Ausnahmen sind beispielsweise die Eberhardsburg im Eulbacher Park oder auch die Löwenburg im Kasseler Bergpark Wilhelmshöhe. Hier sollte die Verwendung von älteren Bauteilen die „Authentizität“ der Ruine suggerieren. Spolien in größerem Ausmaß waren zentrale Gestaltungselemente in einigen romantisch-historisierenden Schauburgen, wie etwa der Franzensburg im Schlosspark Laxenburg, der Burg Liechtenstein und, in besonders exzessivem Ausmaß, der Burg Kreuzenstein.
Insbesondere die Entdeckung Pompejis verstärkte das Interesse an antiken Fragmenten.
Schloss Glienicke (1825) enthält zahlreiche Spolien aus verschiedenen Ausgrabungsstätten des Mittelmeerraums.

### Gegenwart

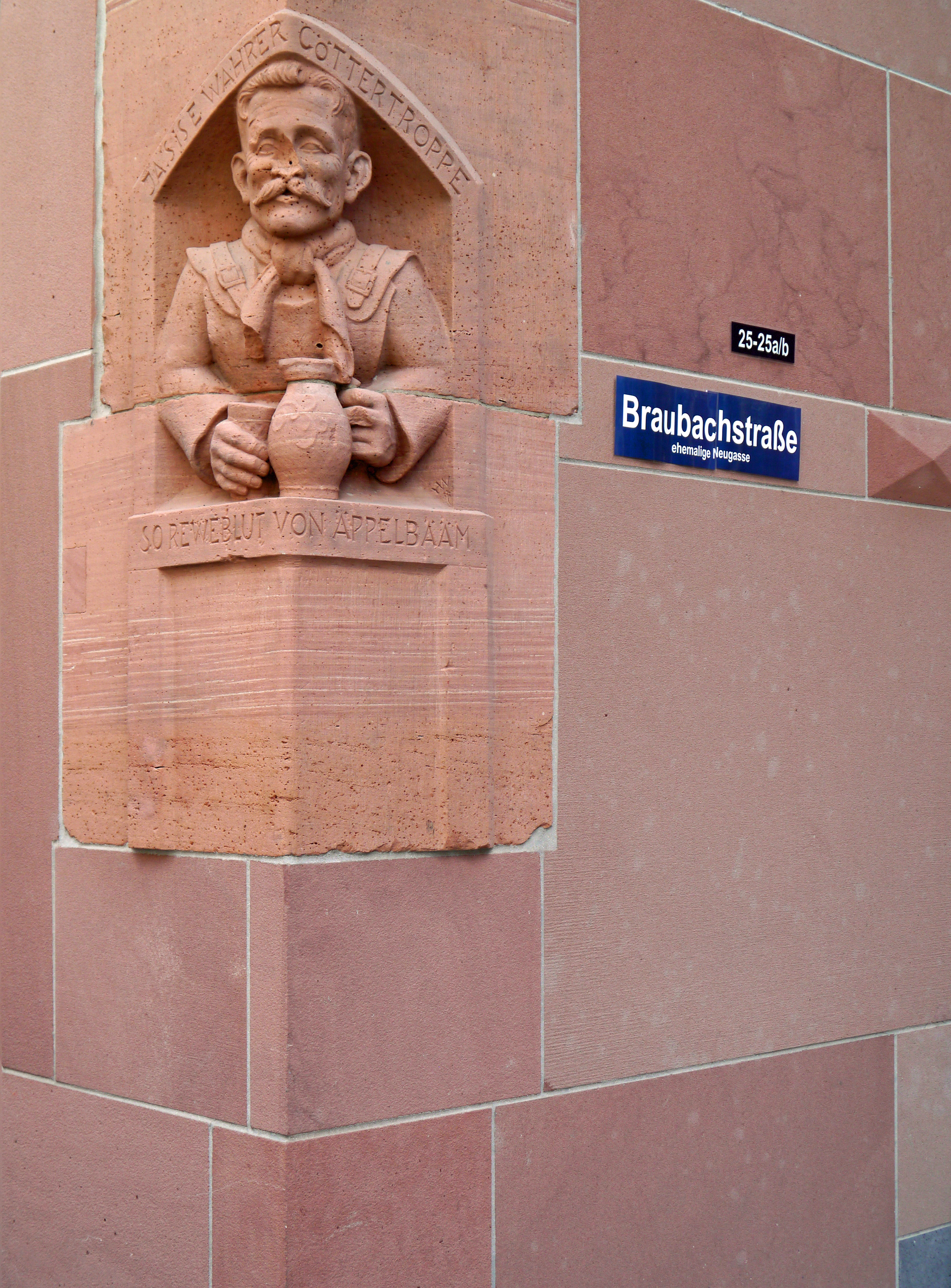
Der Apfelweintrinker, erst um 1940 für ein dann im Zweiten Weltkrieg zerstörtes Gebäude geschaffen, 2018 im Dom-Römer-Projekt in der Altstadt von Frankfurt am Main

In der Gegenwart werden Spolien meist ebenfalls aus eher dekorativen Gründen und als originelles Gestaltungselement eingesetzt, manchmal aber auch aus historischen Gründen als Erinnerung an ein Vorgängergebäude. Ein Beispiel aus dem Jahr 2009 ist die Wohnanlage „Klostergarten Lehel“ von Hild und K Architektur. Im Sinne der Denkmalpflege wird letzteres kritisch gesehen, da nur einzelne Bruchstücke eines Denkmals erhalten bleiben und diese zusammenhanglos integriert werden. Zudem besteht die Gefahr, dass durch unseriösen Handel mit dekorativen Bauteilen kulturgeschichtlich bedeutsame Bauwerke ausgeschlachtet werden.